# Mesut Özil
Mesut Özil, nemški nogometaš, * 15. oktober 1988, Gelsenkirchen, Nemčija.
Z nemško reprezentanco je osvojil naslov svetovnega prvaka v nogometu leta 2014 v Braziliji in bronasto medaljo na svetovnem prvenstvu leta 2010 v Južni Afriki. Na evropskih prvenstvih je z reprezentanco Nemčije leta 2012 osvojil bronasto medaljo.